# Masato Yamazaki (Fußballspieler, 1981)
Masato Yamazaki (japanisch 山﨑 雅人 Yamazaki Masato; * 4. Dezember 1981 in der Präfektur Kyoto) ist ein ehemaliger japanischer Fußballspieler.

## Karriere
Yamazaki erlernte das Fußballspielen in der Schulmannschaft der Kumiyama High School und der Universitätsmannschaft der Kokushikan-Universität. Seinen ersten Vertrag unterschrieb er 2004 bei den Yokohama F. Marinos. Der Verein spielte in der höchsten Liga des Landes, der J1 League. Mit dem Verein wurde er 2004 japanischer Meister. Für den Verein absolvierte er 15 Erstligaspiele. Im August 2005 wechselte er zum Ligakonkurrenten Ōita Trinita. Für den Verein absolvierte er 61 Erstligaspiele. 2008 wechselte er zum Ligakonkurrenten Gamba Osaka. 2008 gewann er mit dem Verein den AFC Champions League. Für den Verein absolvierte er 53 Erstligaspiele. 2010 wechselte er zum Ligakonkurrenten Sanfrecce Hiroshima. Für den Verein absolvierte er 33 Erstligaspiele. Im Juli 2011 wechselte er zum Ligakonkurrenten Montedio Yamagata. Am Ende der Saison 2011 stieg der Verein in die J2 League ab. Am Ende der Saison 2014 stieg der Verein wieder in die J1 League auf. Für den Verein absolvierte er 133 Ligaspiele. 2016 wechselte er zum Zweitligisten Zweigen Kanazawa. Für den Verein absolvierte er 70 Ligaspiele. Im August 2018 wechselte er zum Drittligisten Thespakusatsu Gunma. Für den Verein absolvierte er 14 Ligaspiele. Ende 2018 beendete er seine Karriere als Fußballspieler.

## Erfolge
Yokohama F. Marinos
- J1 League

Meister: 2004
Gamba Osaka
- AFC Champions League

Sieger: 2008
- Kaiserpokal

Sieger: 2008, 2009
Sanfrecce Hiroshima
- J.League Cup

Finalist: 2010
Montedio Yamagata
- Kaiserpokal

Finalist: 2014